# Дженкінс Тауншип (округ Лузерн, Пенсільванія)
Дженкінс Тауншип (англ. Jenkins Township) — селище (англ. township) в США, в окрузі Лузерн штату Пенсільванія. Населення — 4283 особи (2020).

## Демографія
Згідно з переписом 2010 року, у селищі мешкали 4442 особи в 1882 домогосподарствах у складі 1169 родин. Було 2070 помешкань
Расовий склад населення:
| - 98,1 % — білих - 0,7 % — чорних або афроамериканців - 0,3 % — азіатів |

До двох чи більше рас належало 0,7 %. Частка іспаномовних становила 1,3 % від усіх жителів.
За віковим діапазоном населення розподілялося таким чином: 17,3 % — особи молодші 18 років, 55,8 % — особи у віці 18—64 років, 26,9 % — особи у віці 65 років та старші. Медіана віку мешканця становила 49,3 року. На 100 осіб жіночої статі у селищі припадало 86,6 чоловіків;  на 100 жінок у віці від 18 років та старших — 81,7 чоловіків також старших 18 років.
Середній дохід на одне домашнє господарство  становив 70 102 долари США (медіана — 45 733), а середній дохід на одну сім'ю — 84 286 доларів (медіана — 71 983). Медіана доходів становила 50 532 долари для чоловіків та 36 367 доларів для жінок. За межею бідності перебувало 7,4 % осіб, у тому числі 13,8 % дітей у віці до 18 років та 0,0 % осіб у віці 65 років та старших.
Цивільне працевлаштоване населення становило 2027 осіб. Основні галузі зайнятості: освіта, охорона здоров'я та соціальна допомога — 27,7 %, роздрібна торгівля — 15,4 %, виробництво — 9,8 %, транспорт — 7,2 %.